# Punčka kralj (film 2015)
Ta članek govori o Kaurismäkijevem finskem filmu iz leta 2015. Za lik glej Kristina Švedska.
Punčka kralj (angleško The Girl King) je življenjepisno-zgodovinska žaloigra iz leta 2015 o Kristini Švedski. Režiral ga je Mika Kaurismäki, scenarij pa napisal Michel Marc Bouchard, ki je po pisanju predloge za film napisal svojo odrsko igro "Christine, La Reine-Garçon", ki je uspešno nastopila v Kanadi v francoščini 2012 na Montrealskem Théâtre du Nouveau Monde in nato prav tako v Kanadi v angleščini na Stratford Festivalu v Stratfordu leta 2014. Film je bil premierno prikazan na Montreal World Film Festivalu. 

## Zasedba
| Igralec/-ka        | Vloga                             |
| ------------------ | --------------------------------- |
| Malin Buska        | kraljica Kristina                 |
| Lucas Bryant       | plemič Johan Oxenstierna          |
| Michael Nyqvist    | kancler Axel Oxenstierna          |
| Sarah Gadon        | Grofica Ebba Sparre               |
| François Arnaud    | kralj Karel X. Gustav             |
| Hippolyte Girardot | veleposlanik Chanut               |
| Peter Lohmeyer     | Stockholmski nadškof              |
| Patrick Bauchau    | mislec René Descartes             |
| Martina Gedeck     | mati Maria Eleonora Brandenburška |
| Lura Birn          | grofica Erika Erksein             |

## Filmska zgodba
Film obravnava Kristinino mladost, ko je komaj šestletna postala kraljica Švedske. 